# Блакитносорочечники
Блакитносорочечники (англ. Blue Shirts) були невеликою, але впливовою праворадикальною воєнізованою організацією в Канаді. Угрупування було засноване в 1934 році Партією національної єдності (ПНЄ). Назву організації було натхнено чорносорочечниками, воєнізованою організацією в Італії, яка була створена Національною фашистською партією (НФП) і очолювалася італійським диктатором Беніто Муссоліні. 
30 травня 1940 року голову Партії національної єдності Адрієна Аркана та інших членів партії було заарештовано Канадською королівською кінною поліцією. Заарештовані були ув'язнені на час війни. Відповідно діяльність Партії національної єдності було зупинено, а блакитносорочечники були розформовані.